# U-265
Unterseeboot 265 foi um submarino alemão do Tipo VIIC, pertencente a Kriegsmarine que atuou durante a Segunda Guerra Mundial.

## Comandantes
| Comandante                | Data                                        |
| ------------------------- | ------------------------------------------- |
| Oblt. Leonhard Auffhammer | 6 de junho de 1942 - 3 de fevereiro de 1943 |

## Subordinação
Durante o seu tempo de serviço, esteve subordinado às seguintes flotilhas:
| Período                                         | Flotilha                                  |
| ----------------------------------------------- | ----------------------------------------- |
| 6 de junho de 1942 - 31 de janeiro de 1943      | 8. Unterseebootsflottille (treinamento)   |
| 1 de fevereiro de 1943 - 3 de fevereiro de 1943 | 7. Unterseebootsflottille (serviço ativo) |